# Edward Hughes
Edward Hughes (vers 1720-1794) fou un oficial de marina britànica del segle xviii que va servir durant la guerra de l'orella de Jenkins, la guerra de Successió d'Espanya, la guerra dels Set Anys i la guerra d'independència dels Estats Units i va acabar la seva carrera amb grau d'almirall de la Royal Navy.

## Biografia
Hughes es va allistar a la Royal Navy el 1735, i quatre anys més tard va participar en la presa de Portobelo, Panama. El 1740 fou promogut tinent de vaixell i va prendre part a l'expedició de Cartagena de Índies l'any 1741, i a la batalla del cap Sicié l'any 1744. A bord del HMS Warwick va participar en l'atac del vaixell espanyol Glorioso, però sense el recolzament del Lark, que navegava al costat del Warwick, l'enemic es va escapolir. El comandant del Lark fou sotmès a judici i condemnat per la seva conducta, i Hughes va rebre el comandament vacant.
Durant la guerra de Set Anys, va estar al setge de Louisbourg el 1758 a bord del HMS Somerset, 64 canons, sota les ordres de Edward Boscawen i a la batalla de les planes d'Abraham l'any següent sota les ordres de Charles Saunders.
Cap de esquadra a les Índies Orientals de 1773 a 1777, no triga a tornar a les Índies com contra-almirall amb una força naval molt important. Durant aquesta expedició, va prendre l'illa de Gorée als francesos, però es va veure obligat a no portar a efecte més que operacions menors durant dos anys, perquè l'enemic no podia reunir prou força per afrontar la poderosa esquadra de Hughes.
El 1782, prengué Trinquemalay (Trincomalee) el gener, alguns dies abans que l'almirall francès Suffren arribés a la zona. L'any següent, les aigües índies foren l'escena d'una de les més famoses campanyes. Suffren era sens dubte el capità més hàbil que França mai va tenir, però els seus subordinats eren sediciosos i inexperimentats; Hughes al contrari, del qual la professionalitat era el fruit d'una llarga experiència més que de l'enginy, estava ben secundat. Almenys cinc accions ferotges i disputades es van lliurar per les dues flotes. L'últim combat, el 1783, fou clarament una derrota britànica, però la signatura de la pau a Europa no va permetre pas als francesos aprofitar d'aquesta victòria.
Després de la pau va tornar a Anglaterra, i malgrat les promocions, no va reprendre cap comandament. Havia acumulat una fortuna considerable durant les seves campanyes de les Índes, de les quals va gastar la major part sense ostentació en la caritat. Va morir a Luxborough (Essex) l'any 1794.